# Порфириат
Порфириат (порфиризм) (исп. Porfiriato, porfirismo) — период мексиканской истории с 1876 по 1911 год, в который страна находилась под управлением генерала Порфирио Диаса. Эпоха Порфириата окончилась Мексиканской революцией. В период правления Диаса произошёл подъём мексиканской экономики: строились железные дороги и телеграфные линии, создавались новые предприятия, увеличился приток иностранных инвестиций. Однако уровень жизни широких слоёв населения за время Порфириата снизился.

## Установление власти Диаса
В 1876 году президент Себастьян Лердо де Техада объявил о своём намерении баллотироваться на второй срок. Хотя мексиканская конституция этого не запрещала, против такого решения выступил генерал Порфирио Диас.
Сторонники генерала провозгласили «план Тустепек» с требованием ограничения президентской власти одним сроком. Также предлагалось запретить переизбрание губернаторов в штатах, что принесло Диасу поддержку местных представителей среднего класса. Начавшийся таким образом мятеж первое время развивался неудачно, и войска повстанцев потерпели ряд поражений. Однако Диас получал финансовую и материальную поддержку из США, в то время как мексиканская казна, из которой финансировалась армия Лердо, была пуста.
Когда ряд штатов ещё находился в состоянии мятежа, Лердо вновь был избран президентом. Результаты голосования отказался признать председатель верховного суда Хосе Мария Иглесиас, который сам намеревался занять президентский пост. Его поддержали многие депутаты Конгресса и губернаторы некоторых штатов. Войскам Диаса удалось нанести серьезное поражение правительственной армии. Отказавшись от борьбы, Лердо бежал в Соединённые Штаты. Отстранив от власти Иглесиаса, Диас объявил себя временным президентом. В марте 1877 года он одержал победу на новых выборах.

## Политика

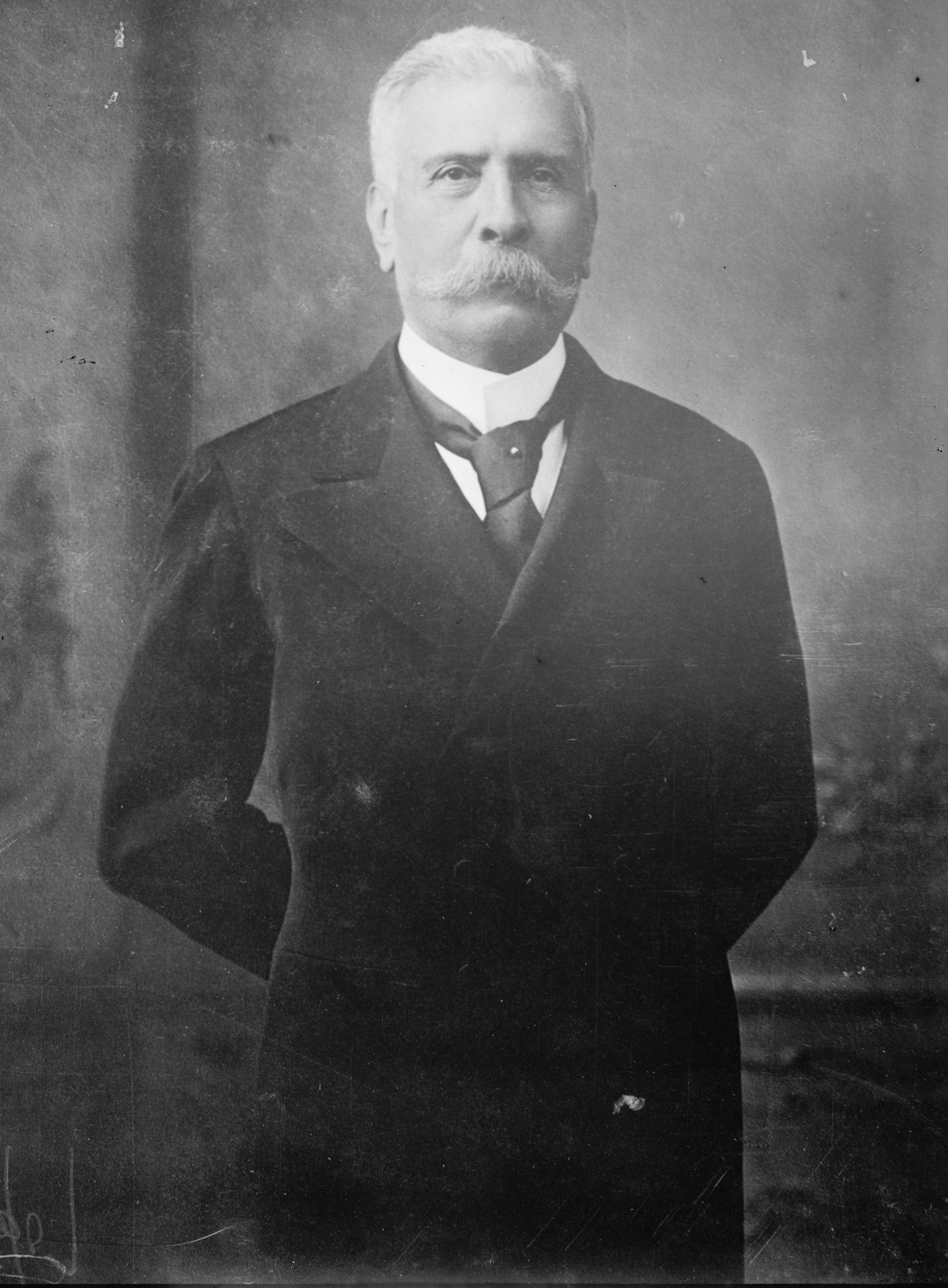
Порфирио Диас, 1907 год

Диас не порвал с курсом президентов Хуареса и Лердо, направленным на привлечение иностранного капитала и ускоренную модернизацию. Однако, понимая, что достижение этих результатов невозможно в нестабильной политической обстановке, он считал, что стабильности можно достичь лишь подчинив себе политические институты и устранив конкурентов. Для укрепления своего режима Диас добился соглашения с крупнейшими фракциями либералов и консерваторов, ослабил действие антиклерикальных реформ, тем самым получив поддержку духовенства, и подчинил себе высшие слои армии и местных касиков.
При Диасе формально продолжала действовать конституция 1857 года, в стране сохранялись президентские выборы, на которых Диас неизменно получал большинство голосов. Он не занимал пост президента только в 1880—1884 годах (когда президентом был его ставленник Мануэль Гонсалес), поскольку принятая в соответствии с «планом Тустепек» поправка к конституции запрещала занимать эту должность два срока подряд. В 1888 году Диас был избран президентом вопреки этой поправке, а в 1892 году запрет переизбрания был отменён. В 1904 году президентский срок был увеличен с четырёх до шести лет. Также при Диасе сохранялись и выборы в губернаторы штатов и Конгресс, однако кандидат должен был получить негласное одобрение диктатора. В каждом округе, на которые делились штаты, назначались так называемые «хефес политикос», которые подчинялись губернатору и руководили всей политической жизнью округа.
Хотя центральная власть преобладала над властью местных олигархов, Диас старался не настраивать против себя многих каудильо одновременно. Широкое распространение получили политические репрессии.
Большую роль в экономической и политической жизни страны играла группа олигархов, сформировавшаяся из крупнейших представителей бюрократии, землевладельцев и частично буржуазной интеллигенции. Группа носила название «сьентификос» (исп. científicos — ученые) — её члены придерживались философии позитивизма и научных методов управления государством. Руководящее ядро «сьентификос» состояло из полутора десятков человек, долгое время их лидером был министр финансов Хосе Лимантур. Эта группа проводила политику привлечения иностранных капиталов и создания льгот для иностранных предпринимателей. При этом политическим идеалом «сьентификос» было правление креольской олигархии, тесно связанной с заграничным капиталом, индейцев и метисов они рассматривали как низшую расу.
Чтобы подчинить себе армию, Диас разделил страну на 12 военных округов, при этом командующие округами постоянно меняли место службы — таким образом они не успевали обзавестись политическим влиянием. В начале Порфириата три четверти губернаторов были военными и имели звание генерала. К 1903 году их число уменьшилось с 18 до 8. Численность армии также была сокращена с 30 до 20 тыс. человек. Однако и эта цифра была только на бумаге, и во время революции 1910 года Диас смог выставить только 14 тыс. солдат. Сокращение вооруженных сил положительно повлияло на бюджет, от которого были отстранены власто- и сребролюбивые генералы, которые наживались на казне со времён обретения независимости.
При Диасе сильно увеличилась численность «руралес» — конной сельской жандармерии — с нескольких сотен до нескольких тысяч. Офицеров жандармерии брали из федеральной армии. Среди руралес появилось много уголовников. Сельская жандармерия участвовала в подавлении аграрных восстаний.
Правительство Диаса развернуло настоящую войну против индейского населения некоторых штатов, которое было недовольно его аграрной политикой (см. раздел «Экономика»). В Соноре с оружием в руках выступали индейцы яки, которые оказывали сопротивление до самой революции 1910—1917 годов. Захваченных в плен яки продавали на плантации Юкатана, где они вскоре умирали от непривычного тропического климата. На Юкатане поднялось восстание индейцев майя, после подавления которого полуостров стал «собственностью» полусотни плантаторов во главе с губернатором Олегарио Молиной.

## Экономика
В 1877—1899 годах рост мексиканской экономики составлял 2,7 % в год, в 1900—1910-х — 3,3 % в год. Определение экономической политики Диас доверил Хосе Лимантуру. Лимантур и другие сьентификос видели основу экономического развития в иностранных предпринимателях. Последние же были заинтересованы только в добыче и вывозе минерального и сельскохозяйственного сырья. Таким образом, в период правления Диаса иностранные капиталовложения резко увеличились. В 1884 году они равнялись сумме в 110 миллионов песо, а в 1911 — более 3,4 миллиарда песо.
Бурный экономический рост начался с масштабного строительства железных дорог, столь важных для не имевшей удобных водных путей Мексики. В 1876 году протяжённость железных дорог в стране составляла 700 км, в 1885 — 6 тысяч км, в 1900 — 14 тысяч км, а в 1910 году — 20 тысяч км. Изначально железные дороги принадлежали американским и британским компаниям, в 1908 году некоторые важные линии были национализированы. Железнодорожные пути были необходимы для вывоза сырья и в основном шли к американской границе и крупным портам. Модернизации и расширению портов так же уделялось большое внимание — в конце XIX — начале XX вв. у Мексики было 10 портов на Атлантическом океане и 14 на Тихом океане. Благодаря этим мерам экспорт Мексики в рассматриваемый период вырос в шесть раз, импорт — в три. Увеличилась и телеграфная сеть: с 9 тысяч км в 1877 году до 70 тысяч км в 1900.
Быстро развивались ориентированные на экспорт отрасли сельского хозяйства: производство кофе выросло с 8 до 28 тысяч тонн, а сизаля — с 11 тысяч тонн до 129 тысяч тонн за период 1877—1910 гг. Производство хлопка увеличилось с 26 тысяч тонн в 1877 году до 43 тысяч тонн в 1910, а сахара — с 630 тысяч до 2,5 миллионов тонн. Мексика была крупнейшим производителем хенекена.
Однако эти результаты были получены в том числе и за счёт эксплуатации крестьян и коренного населения и снижения уровня жизни народных масс. В 1883 году был издан «декрет о колонизации и компаниях по землеустройству», создававший условия для захвата общинных земель. Согласно декрету компании и частные лица могли получать «пустующие» земли для заселения. Также согласно этому декрету учреждались компании по измерению и размежеванию земель. В качестве оплаты треть размежеванной земли эти компании получали в собственность, а оставшиеся две трети могли приобрести в рассрочку по низкой цене. Однако «пустующими» объявлялись все земли, владельцы которых не имели соответствующих документов на владение. Таким образом в тяжелом положении оказались индейские крестьяне, не имевшие документов, но, обрабатывавшие свои наделы из поколения в поколение ещё до прихода европейцев.
За годы диктатуры Диаса 54 млн га, то есть 27 % площади страны, оказались у латифундистов. На 1910 год 96,6 % сельского населения не имели земли, при этом батраки-пеоны с семьями составляли 2/3 населения Мексики. Монополия латифундистов порождала неэффективное использование земли, закрепляя экстенсивный характер сельского хозяйства. Кроме того, многие помещики выращивали на своих землях в основном технические культуры, в первую очередь сахарный тростник. Крупные территории принадлежали американским и британским компаниям. Для строительства железных дорог и рудников иностранцы скупили крестьянские земли на севере Мексики. В штате Чиуауа ими были созданы крупные скотоводческие хозяйства, поставлявшие в США живой скот. В Нижней Калифорнии из 14,4 млн га всей земли 10,5 млн га принадлежало компаниям США. В 1884 году был одобрен так называемый «Кодекс рудников», по которому иностранный собственник земли мог владеть находящимися в ней полезными ископаемыми.
Для промышленности периода Порфириата было характерно преобладание добывающих отраслей. В 1872—1873 годах добыча золота оценивалась в 976 тыс. долларов, серебра — в 21 441 тыс. долларов, а в 1900—1901 годах стоимость добычи золота составляла 8843 тыс. долларов, а серебра — 72 368 тыс. долларов. В 1901 году Мексика занимала первое место в мире по добыче серебра, второе — по добыче меди и пятое — по добыче золота. Стоимость совокупной продукции горнодобывающей промышленности в 1900 году превысила 90 млн песо, что в три раза больше чем в 1880 году. За первое десятилетие XX века добыча нефти увеличилась в 1200 раз. Развивалась металлургия, обрабатывающая промышленность была представлена в основном текстильными предприятиями. Промышленность находилась в основном в руках британских и американских компаний.
Отмена серебряного стандарта и переход на золотой в основных мировых державах того времени, в том числе США, привела к спаду спроса на серебро и соответственно снижению его цены. Это вызвало рост внешних платежей, выплачиваемых в золоте. По инициативе Хосе Лимантура было принято решение о переходе на золотой стандарт, который был осуществлен в 1905 году. Правительству Диаса удалось сбалансировать бюджет с помощью увеличения налогов, но из-за новых иностранных займов быстро возрастал государственный долг. В 1880 году он составлял 191,4 млн песо, а в 1910—1911 годах достигал уже 823 млн песо. В банковской сфере доминировал английский, французский, испанский капитал. К началу 1910-х годов 60 % мексиканского импорта и 77 % экспорта приходилось на долю США.

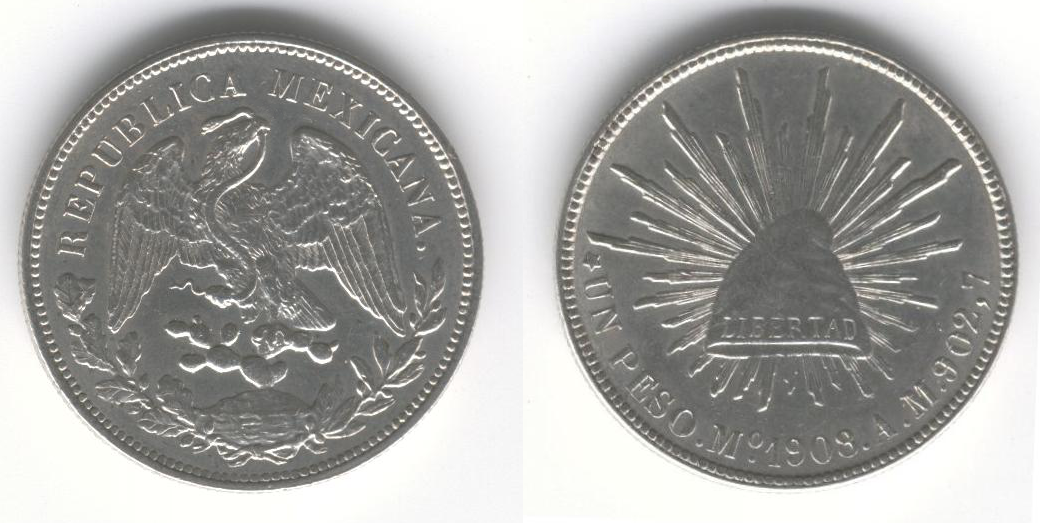
Один песо, 1908 год

## Социальная сфера
В 1910 году только 19 % жителей Мексики были грамотными. Учителя систематически недополучали жалование. Новых школ в расчёте на количество населения строилось меньше, чем при Лердо де Техаде.
Почти не существовало системы медицинского обслуживания. Детская смертность не снизилась и составляла более 400 детей на тысячу. Взрослая смертность по стране составляла 37—40 человек на тысячу. А средняя продолжительность жизни примерно равнялась 30 годам. 50 % всего жилого фонда считалось лачугами — жилищами из одной комнаты, не имевшими канализации, воды и электричества. Проблему представляли такие болезни, как оспа, дизентерия, туберкулёз, малярия и тиф.
Ограничения рабочего дня не существовало и люди работали по 12 часов в сутки семь дней в неделю. Забастовки и создание профсоюзов были законодательно запрещены. Пенсионного и страхового обеспечения не существовало. Заработная плата часто выплачивалась не деньгами, а бонами или марками, которые принимали только в фабричной лавке или магазине помещика. Довольно большую долю рабочих (включая ремесленников) — 200 тыс. из 800 тыс. — составляли женщины. Женщинам платили в два раза меньше, чем мужчинам, а их труд использовался на тяжелом и монотонном производстве, прежде всего в текстильной промышленности и на сигаретных фабриках.
Однако в XX веке женщины приобрели широкие возможности для получения образования. В начале века 65 % учителей начальных школ были женщинами. Ещё в 1887 году в Мехико первая мексиканская женщина получила после окончания медицинской школы диплом врача.
Среди бедных слоёв населения процветал алкоголизм. Для сравнения: в 1901 году в Мехико было 946 дневных и 365 ночных заведений для распития традиционного напитка пульке (пулькерий) — и только 34 хлебных магазина и 321 мясной. Правительство пыталось бороться с этим явлением: принимались законы, по которым пулькерии должны были быть лишены окон, там запрещалась музыка, в некоторых штатах пытались запретить работу пулькерий после шести часов вечера и включали в уголовные кодексы статьи, предусматривавшие наказание за нахождение в общественном месте в нетрезвом виде.

Мехико во время порфириата
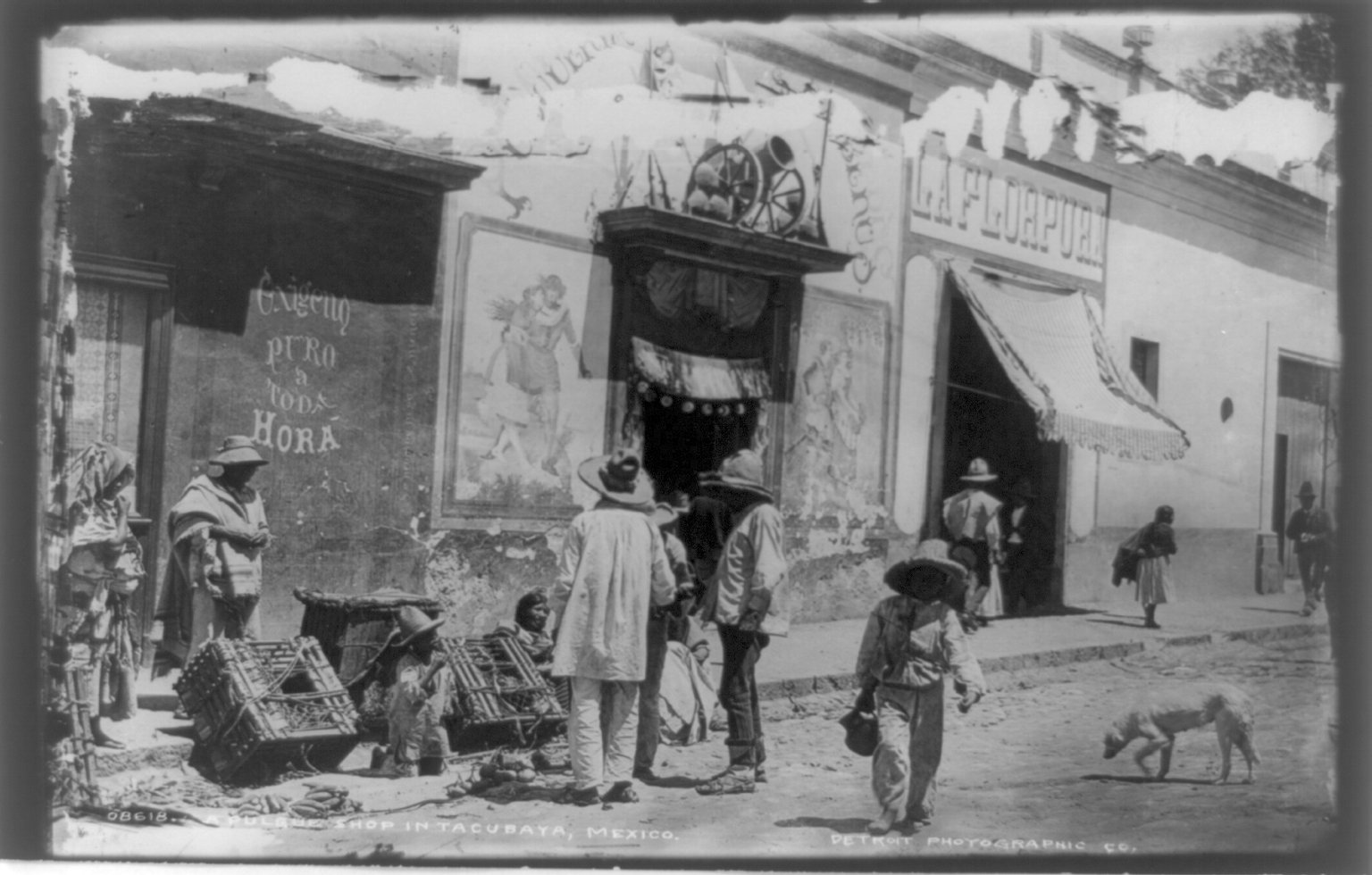
Пулькерия в городском районе Такубайя, 1884—1885 годы
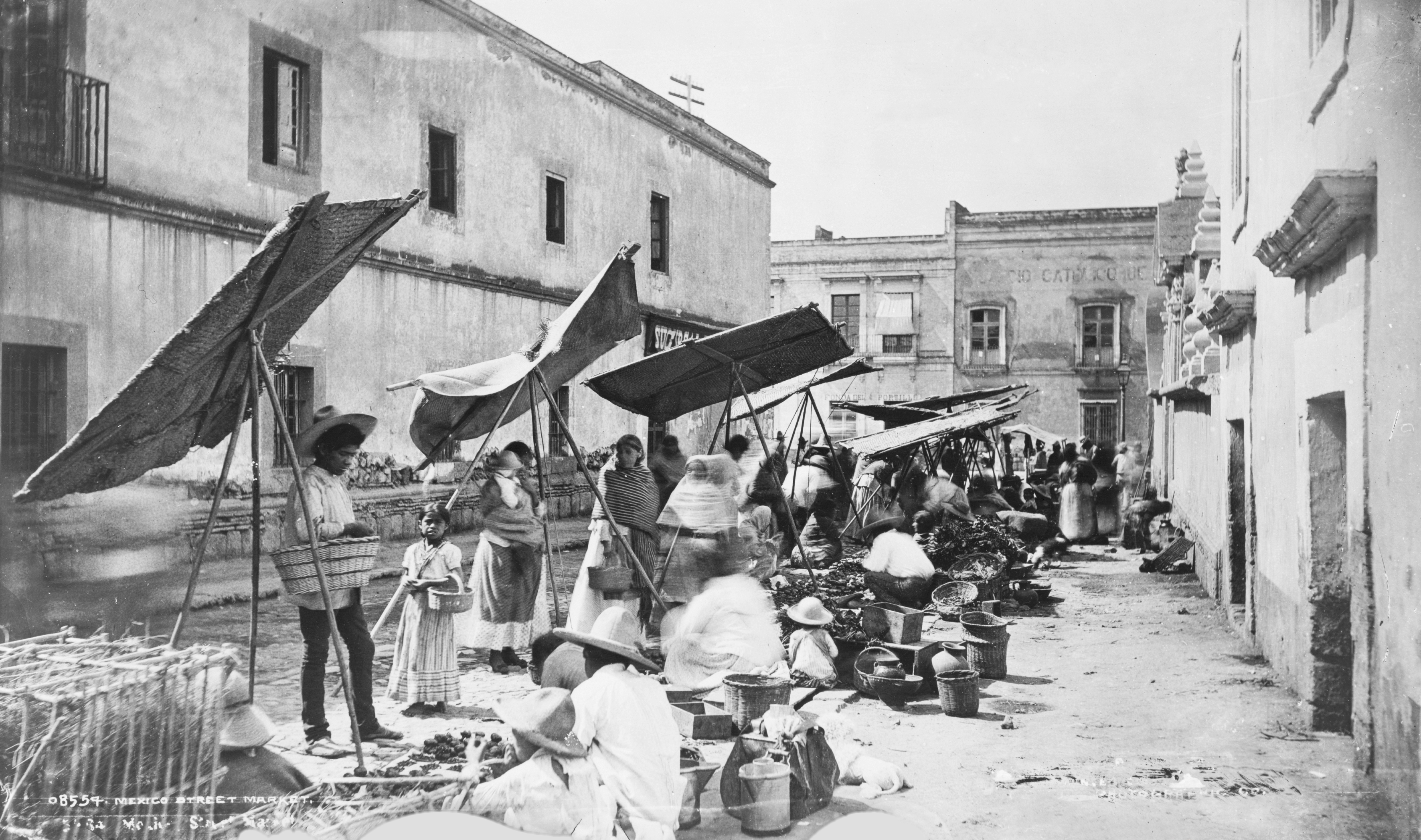
Столичный рынок, 1885 год
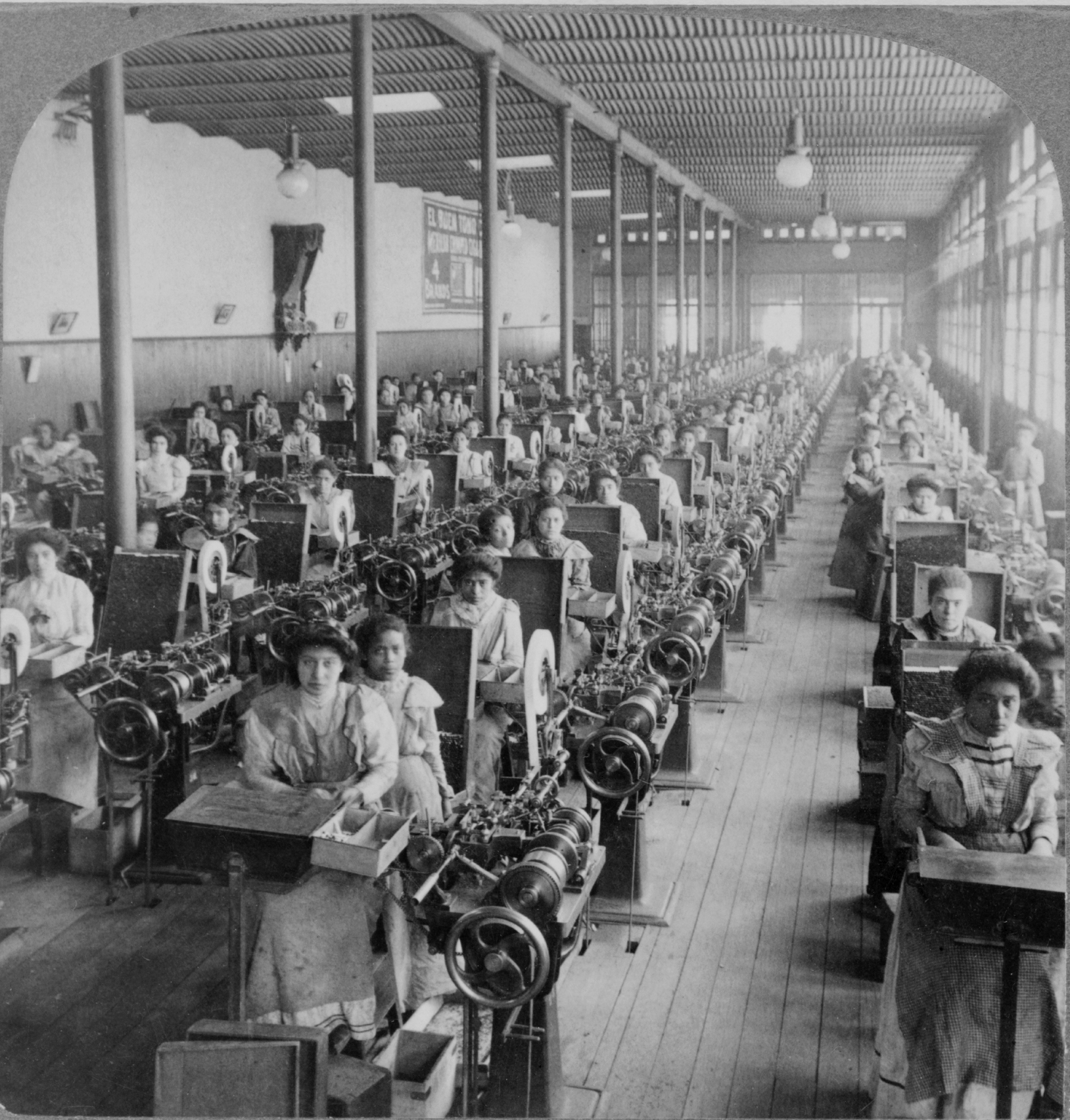
Производство сигарет, 1903 год
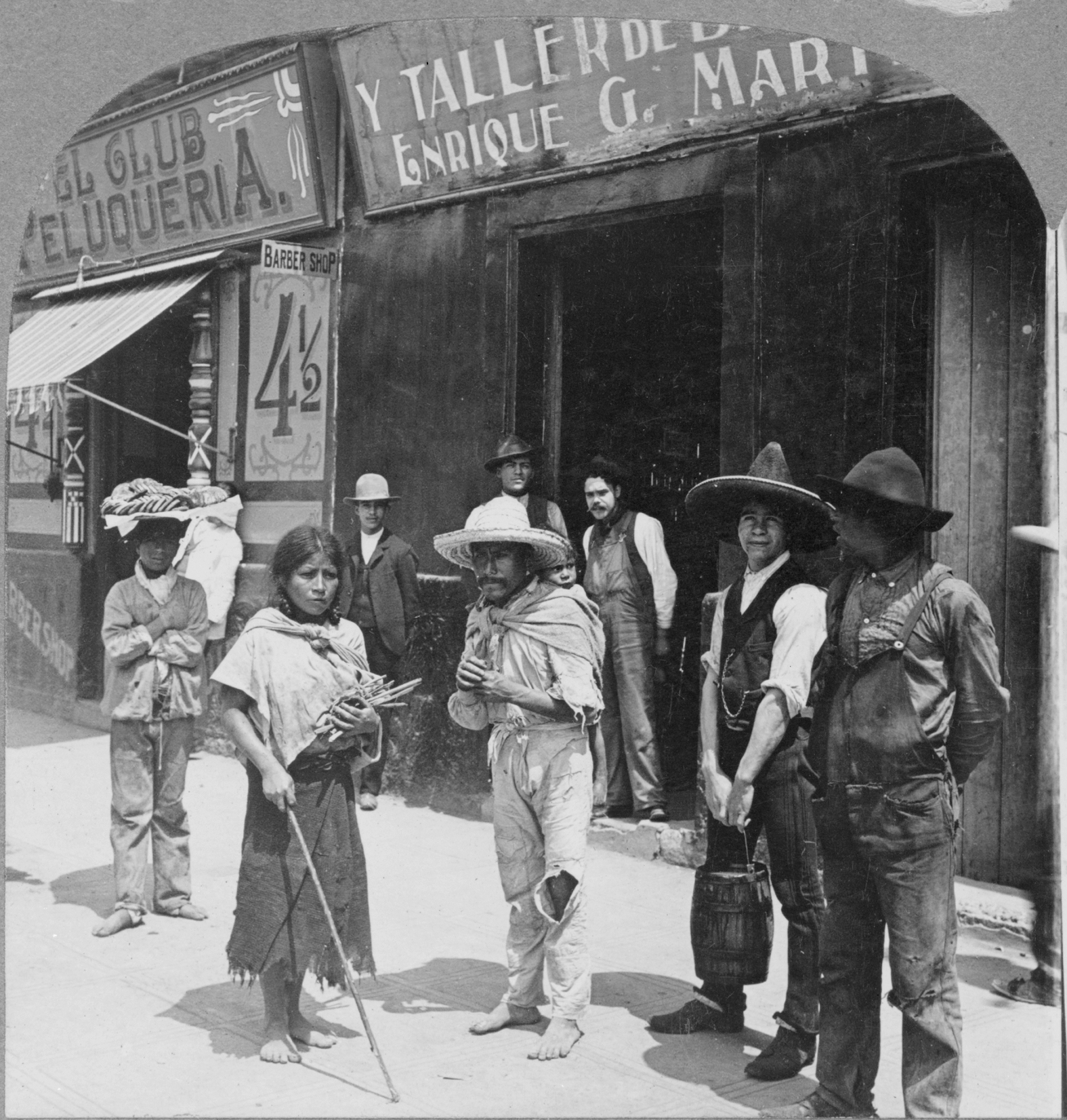
Семья пеонов, 1906 год
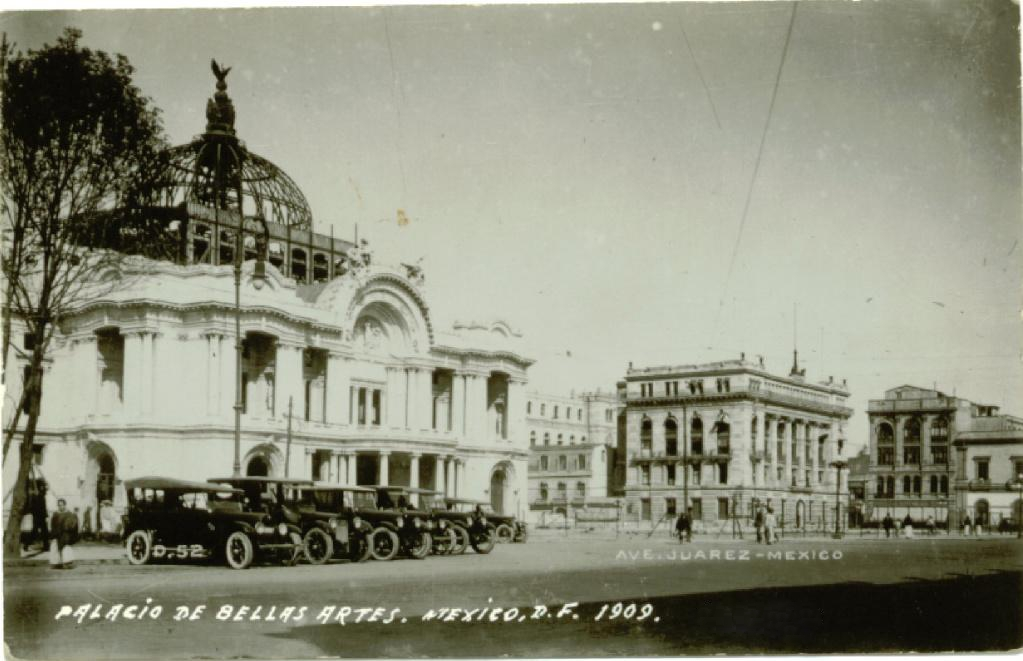
Вид на строящийся Дворец изящных искусств с Проспекта Хуареса, 1909 год

## Столетие независимости Мексики

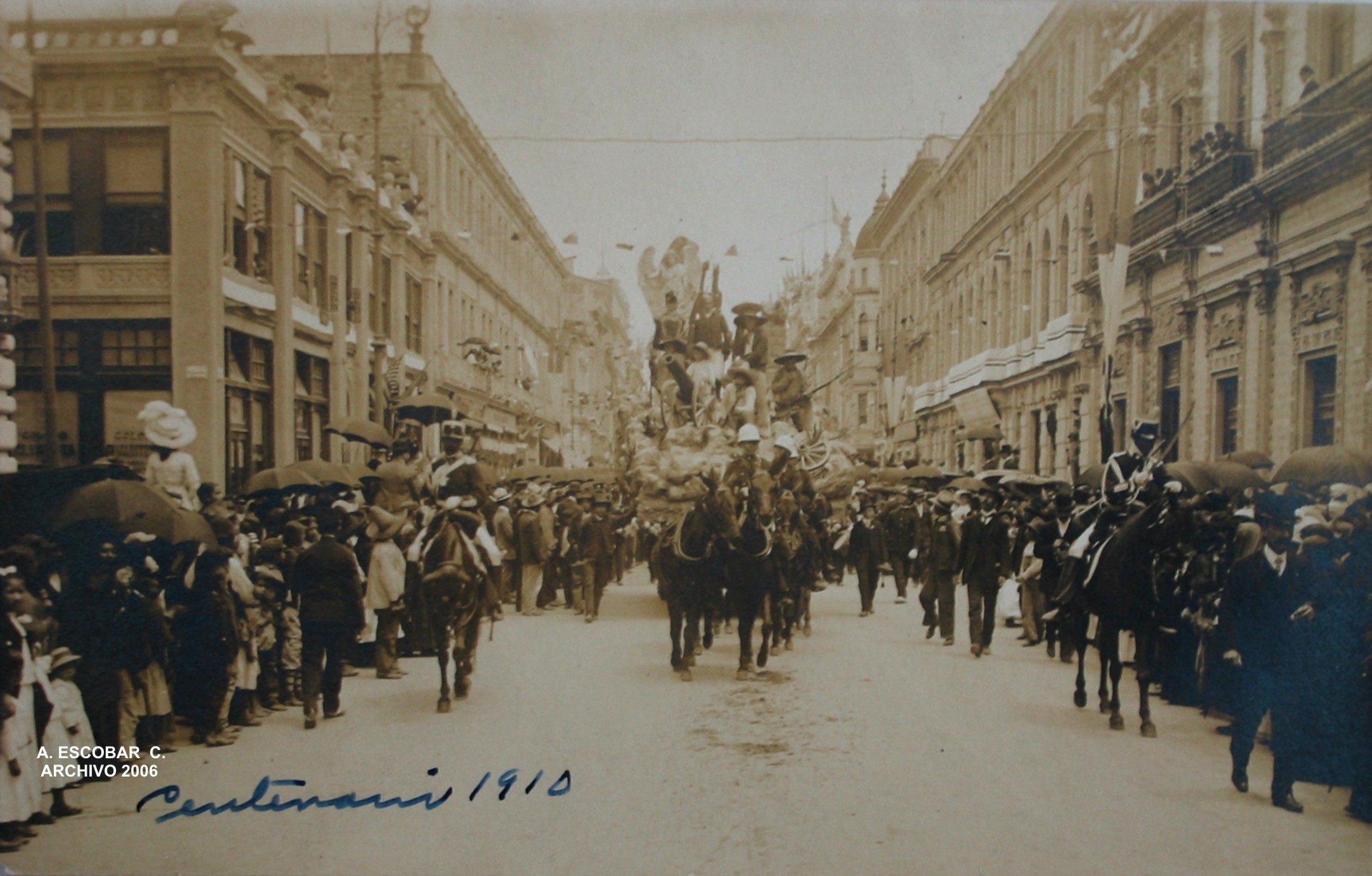
Парад в Мехико 16 сентября 1910 года

16 сентября 1910 года Мексика должна была отпраздновать столетие своей независимости (Centenario de la Independencia Mexicana). Празднованию независимости должен был быть посвящён весь сентябрь. Подготовке Мехико к торжеству столичные и федеральные власти посвятили десять лет и затратили крупные суммы денег. Были вымощены улицы, реконструирован городской дворец, должны были быть возведены новые театры, министерства, почтамты, среди прочих сооружений были воздвигнуты Дворец изящных искусств и Колонна Независимости. Перед празднествами городские власти попросили жителей вычистить свои дома, выставить цветы и вывесить флаги, а полиция очистила центр города от бездомных. Были приглашены официальные представители иностранных государств: испанцы вернули военную форму Хосе Мария Морелоса — казнённого героя Войны за независимость, французы — ключи от Мехико, хранившиеся в Париже со времён иностранной интервенции 1860-х гг., а американские представители почтили память детей-героев, погибших в Американо-мексиканской войне.

## Порфиризм в искусстве
Со второй половины XIX века доминирующим направлением в архитектуре Мексики становится эклектика, получившая название «порфиризм». Создается множество сооружений, перегруженных декором и скульптурами. Стремление догнать Европу стимулировало развитие градостроительства, создание более современного облика городов, в первую очередь Мехико. В богатых кварталах столицы можно было встретить особняки во французском стиле, барочные здания опер и театров, многоэтажные офисные здания из железобетона и чугуна, засаженные деревьями бульвары со статуями, улицы освещенные электричеством и трамвайные маршруты. Основной тенденцией в архитектуре Мексики было обращение к европейским неиспанским образцам — английским, французским и немецким. Элементы модерна начали проникать в стиль зданий, окружавших Пасео-де-ла-Реформа. Классический дизайн использовался для Монумента независимости, памятника Хуаресу и статуи Колумба. Убеждение Диаса в необходимости создания общественных монументов в городском ландшафте положило начало традиции, продолжавшейся на протяжении всего XX века. Наиболее яркими были проявления неоромантического и неоготического стилей. Примерами которых могут служить Центральный почтамт и Дворец изящных искусств, видимо, имевший прототипом французскую Гранд-Опера. Потеря официальной культурой ощущения национального характера привела к тому, что даже павильон Мексики на Международной выставке в Париже был выстроен в «мавританском стиле».

Панорама интерьера Центрального Почтамта

## Конец Порфириата
Оборотной стороной экономических успехов диктатуры Диаса явилось усиление зависимости страны от Соединённых Штатов и высокая социальная напряженность. Поэтому реакцией на циклический кризис в США 1907—1908 гг., усиленный неурожаем 1910 года, стал острый экономический, социальный и политический кризис в Мексике. Политика правящих кругов привела к обострению классовых противоречий в деревне. На протяжении всего периода диктатуры происходила революционная борьба крестьянства. В стране росло рабочее движение, недовольство охватило и средние слои горожан. Росло оппозиционное движение, лидерами которого стали братья Флорес Магон и Франсиско Мадеро.
В 1910 году Порфирио Диас был в очередной раз переизбран президентом Мексики. Его соперник лидер либерально-демократической оппозиции Франсиско Мадеро отказался признать результаты выборов и призвал мексиканцев к борьбе с деспотическим режимом, выступив с «планом Сан-Луис-Потоси». Его программа предусматривала избавление Мексики от империалистического господства и возвращение крестьянам отнятых у них в период правления Диаса земель. Восстание было назначено на 20 ноября 1910 года. Хотя план рассматривал не все социальные вопросы, он стал катализатором для массовых народных выступлений. Так было положено начало Мексиканской революции. 1 апреля 1911 года в очередном послании к Конгрессу Диас признал большинство требований повстанцев и пообещал провести аграрную реформу. Однако революционеры были настроены на решительную борьбу с режимом. В мае Диас подал в отставку и эмигрировал во Францию. В июне под овации 100 тысяч горожан Мадеро въехал в столицу.

## Комментарии
1. ↑  Однако создавались правительственные рабочие общества, схожие по мнению к. и. н. Н. Н. Платошкина с «зубатовскими» организациями в России.
2. ↑  За день до этого Диас должен был отметить своё 80-летие.